# Margarethe von Preußen

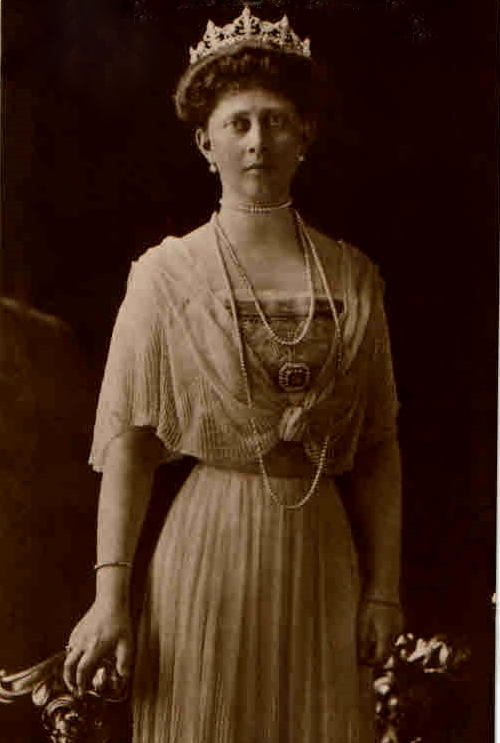
Margarethe von Preußen, Landgräfin von Hessen-Kassel

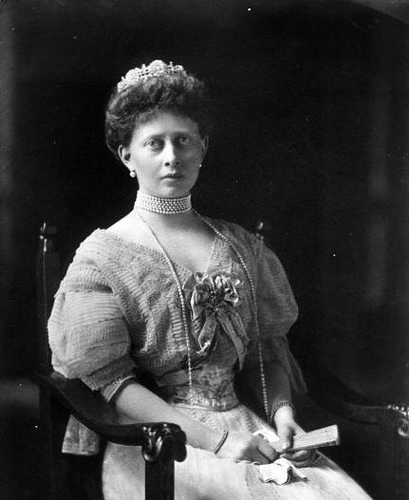
Margarethe von Preußen, Landgräfin von Hessen-Kassel

Prinzessin Margarethe Beatrice Feodora von Preußen VA (* 22. April 1872 in Potsdam, Neues Palais; † 22. Januar 1954 in Schönberg bei Kronberg, Hessen) war die jüngste Schwester Kaiser Wilhelms II. und durch Heirat Landgräfin von Hessen-Kassel.

## Herkunft
Margarethe, im Familienkreis „Mossy“ genannt, war das jüngste Kind des Kronprinzen und späteren Kaisers Friedrich Wilhelm (Friedrich III.) (1831–1888) und dessen Frau, der Princess Royal Victoria (1840–1901), der ältesten Tochter der britischen Königin Victoria und deren Prinzgemahls Albert von Sachsen-Coburg und Gotha. Ihr Großvater väterlicherseits war der erste Deutsche Kaiser und König von Preußen Wilhelm I. Wie ihre beiden Schwestern Sophie und Viktoria stand sie ihrer Mutter sehr nah und war der englischen Lebensweise sehr zugetan. Sie starb als letztes der Kinder Kaiser Friedrichs III.

## Ehe und Nachkommen
Am 25. Januar 1893 heiratete sie Prinz Friedrich Karl von Hessen, zukünftiger König von Finnland und späteres Oberhaupt des Zweigs Hessen-Kassel im Haus Hessen. Aus der harmonischen und glücklichen Ehe gingen sechs Söhne hervor, darunter zwei Zwillingspaare:
- Friedrich Wilhelm Sigismund von Hessen (1893–1916), gefallen in Rumänien
- Maximilian Friedrich Wilhelm Georg von Hessen (1894–1914), gefallen in Flandern
- Philipp von Hessen (1896–1980) ⚭ Prinzessin Mafalda von Savoyen
- Wolfgang von Hessen (1896–1989) ⚭ Prinzessin Marie Alexandra von Baden
- Christoph Ernst August von Hessen (1901–1943), gefallen in Italien, ⚭ Prinzessin Sophie von Griechenland
- Richard Wilhelm Leopold von Hessen (1901–1969)

1918 wurde Friedrich Karl zum König des gerade unabhängig gewordenen Finnlands gewählt. Margarethe wurde damit Königin von Finnland und rechtliche Nachfolgerin ihrer Cousine, der Zarin Alexandra Fjodorowna, die bisher den Titel einer Großfürstin von Finnland getragen hatte. Deutschlands Niederlage im Ersten Weltkrieg beendete diese Karriere als Königspaar aber schon nach neun Wochen. 
Friedrich Karl wurde 1925 nach dem Verzicht seines sehbehinderten Bruders Alexander Friedrich (1863–1945) Chef des Hauses Hessen-Kassel. 
Margarethe von Hessen trat zum 1. Mai 1938 (zeitgleich mit ihrem Mann) der NSDAP bei (Mitgliedsnummer 4.814.690).

## Abstammung
| Franz (Sachsen-Coburg-Saalfeld) (Herzog von Sachsen-Coburg-Saalfeld) ∞ Auguste | Franz (Sachsen-Coburg-Saalfeld) (Herzog von Sachsen-Coburg-Saalfeld) ∞ Auguste | Franz (Sachsen-Coburg-Saalfeld) (Herzog von Sachsen-Coburg-Saalfeld) ∞ Auguste | Franz (Sachsen-Coburg-Saalfeld) (Herzog von Sachsen-Coburg-Saalfeld) ∞ Auguste | Franz (Sachsen-Coburg-Saalfeld) (Herzog von Sachsen-Coburg-Saalfeld) ∞ Auguste | Franz (Sachsen-Coburg-Saalfeld) (Herzog von Sachsen-Coburg-Saalfeld) ∞ Auguste |  |  | Georg III. (König von Großbritannien und Irland, Kurfürst von Hannover) ∞ Sophie Charlotte | Georg III. (König von Großbritannien und Irland, Kurfürst von Hannover) ∞ Sophie Charlotte | Georg III. (König von Großbritannien und Irland, Kurfürst von Hannover) ∞ Sophie Charlotte | Georg III. (König von Großbritannien und Irland, Kurfürst von Hannover) ∞ Sophie Charlotte | Georg III. (König von Großbritannien und Irland, Kurfürst von Hannover) ∞ Sophie Charlotte | Georg III. (König von Großbritannien und Irland, Kurfürst von Hannover) ∞ Sophie Charlotte |  |  | August (Sachsen-Gotha-Altenburg) (Herzog von Sachsen-Gotha-Altenburg) ∞ Luise Charlotte zu Mecklenburg | August (Sachsen-Gotha-Altenburg) (Herzog von Sachsen-Gotha-Altenburg) ∞ Luise Charlotte zu Mecklenburg | August (Sachsen-Gotha-Altenburg) (Herzog von Sachsen-Gotha-Altenburg) ∞ Luise Charlotte zu Mecklenburg | August (Sachsen-Gotha-Altenburg) (Herzog von Sachsen-Gotha-Altenburg) ∞ Luise Charlotte zu Mecklenburg | August (Sachsen-Gotha-Altenburg) (Herzog von Sachsen-Gotha-Altenburg) ∞ Luise Charlotte zu Mecklenburg | August (Sachsen-Gotha-Altenburg) (Herzog von Sachsen-Gotha-Altenburg) ∞ Luise Charlotte zu Mecklenburg |  |  | Franz (Sachsen-Coburg-Saalfeld) (Herzog von Sachsen-Coburg-Saalfeld) ∞ Auguste | Franz (Sachsen-Coburg-Saalfeld) (Herzog von Sachsen-Coburg-Saalfeld) ∞ Auguste | Franz (Sachsen-Coburg-Saalfeld) (Herzog von Sachsen-Coburg-Saalfeld) ∞ Auguste | Franz (Sachsen-Coburg-Saalfeld) (Herzog von Sachsen-Coburg-Saalfeld) ∞ Auguste | Franz (Sachsen-Coburg-Saalfeld) (Herzog von Sachsen-Coburg-Saalfeld) ∞ Auguste | Franz (Sachsen-Coburg-Saalfeld) (Herzog von Sachsen-Coburg-Saalfeld) ∞ Auguste |                                           |                                           | Friedrich Wilhelm II. (König von Preußen) ∞ Friederike Luise | Friedrich Wilhelm II. (König von Preußen) ∞ Friederike Luise | Friedrich Wilhelm II. (König von Preußen) ∞ Friederike Luise | Friedrich Wilhelm II. (König von Preußen) ∞ Friederike Luise | Friedrich Wilhelm II. (König von Preußen) ∞ Friederike Luise | Friedrich Wilhelm II. (König von Preußen) ∞ Friederike Luise |                                   |                                   | Karl II. (Herzog von Mecklenburg-Strelitz) ∞ Friederike Caroline Luise | Karl II. (Herzog von Mecklenburg-Strelitz) ∞ Friederike Caroline Luise | Karl II. (Herzog von Mecklenburg-Strelitz) ∞ Friederike Caroline Luise | Karl II. (Herzog von Mecklenburg-Strelitz) ∞ Friederike Caroline Luise | Karl II. (Herzog von Mecklenburg-Strelitz) ∞ Friederike Caroline Luise | Karl II. (Herzog von Mecklenburg-Strelitz) ∞ Friederike Caroline Luise |                               |                               | Carl August (Großherzog von Sachsen-Weimar-Eisenach) ∞ Luise | Carl August (Großherzog von Sachsen-Weimar-Eisenach) ∞ Luise | Carl August (Großherzog von Sachsen-Weimar-Eisenach) ∞ Luise | Carl August (Großherzog von Sachsen-Weimar-Eisenach) ∞ Luise | Carl August (Großherzog von Sachsen-Weimar-Eisenach) ∞ Luise | Carl August (Großherzog von Sachsen-Weimar-Eisenach) ∞ Luise |                             |                             | Paul I. (Kaiser von Russland) ∞ Sophie Dorothee           | Paul I. (Kaiser von Russland) ∞ Sophie Dorothee           | Paul I. (Kaiser von Russland) ∞ Sophie Dorothee           | Paul I. (Kaiser von Russland) ∞ Sophie Dorothee           | Paul I. (Kaiser von Russland) ∞ Sophie Dorothee           | Paul I. (Kaiser von Russland) ∞ Sophie Dorothee           |  |  |  |  |  |  |  |  |  |  |  |  |  |  |  |  |  |  |  |  |  |  |  |  |  |  |  |  |  |  |  |  |  |  |  |  |  |  |  |  |  |  |  |  |  |  |  |  |
| Franz (Sachsen-Coburg-Saalfeld) (Herzog von Sachsen-Coburg-Saalfeld) ∞ Auguste | Franz (Sachsen-Coburg-Saalfeld) (Herzog von Sachsen-Coburg-Saalfeld) ∞ Auguste | Franz (Sachsen-Coburg-Saalfeld) (Herzog von Sachsen-Coburg-Saalfeld) ∞ Auguste | Franz (Sachsen-Coburg-Saalfeld) (Herzog von Sachsen-Coburg-Saalfeld) ∞ Auguste | Franz (Sachsen-Coburg-Saalfeld) (Herzog von Sachsen-Coburg-Saalfeld) ∞ Auguste | Franz (Sachsen-Coburg-Saalfeld) (Herzog von Sachsen-Coburg-Saalfeld) ∞ Auguste |  |  | Georg III. (König von Großbritannien und Irland, Kurfürst von Hannover) ∞ Sophie Charlotte | Georg III. (König von Großbritannien und Irland, Kurfürst von Hannover) ∞ Sophie Charlotte | Georg III. (König von Großbritannien und Irland, Kurfürst von Hannover) ∞ Sophie Charlotte | Georg III. (König von Großbritannien und Irland, Kurfürst von Hannover) ∞ Sophie Charlotte | Georg III. (König von Großbritannien und Irland, Kurfürst von Hannover) ∞ Sophie Charlotte | Georg III. (König von Großbritannien und Irland, Kurfürst von Hannover) ∞ Sophie Charlotte |  |  | August (Sachsen-Gotha-Altenburg) (Herzog von Sachsen-Gotha-Altenburg) ∞ Luise Charlotte zu Mecklenburg | August (Sachsen-Gotha-Altenburg) (Herzog von Sachsen-Gotha-Altenburg) ∞ Luise Charlotte zu Mecklenburg | August (Sachsen-Gotha-Altenburg) (Herzog von Sachsen-Gotha-Altenburg) ∞ Luise Charlotte zu Mecklenburg | August (Sachsen-Gotha-Altenburg) (Herzog von Sachsen-Gotha-Altenburg) ∞ Luise Charlotte zu Mecklenburg | August (Sachsen-Gotha-Altenburg) (Herzog von Sachsen-Gotha-Altenburg) ∞ Luise Charlotte zu Mecklenburg | August (Sachsen-Gotha-Altenburg) (Herzog von Sachsen-Gotha-Altenburg) ∞ Luise Charlotte zu Mecklenburg |  |  | Franz (Sachsen-Coburg-Saalfeld) (Herzog von Sachsen-Coburg-Saalfeld) ∞ Auguste | Franz (Sachsen-Coburg-Saalfeld) (Herzog von Sachsen-Coburg-Saalfeld) ∞ Auguste | Franz (Sachsen-Coburg-Saalfeld) (Herzog von Sachsen-Coburg-Saalfeld) ∞ Auguste | Franz (Sachsen-Coburg-Saalfeld) (Herzog von Sachsen-Coburg-Saalfeld) ∞ Auguste | Franz (Sachsen-Coburg-Saalfeld) (Herzog von Sachsen-Coburg-Saalfeld) ∞ Auguste | Franz (Sachsen-Coburg-Saalfeld) (Herzog von Sachsen-Coburg-Saalfeld) ∞ Auguste |                                           |                                           | Friedrich Wilhelm II. (König von Preußen) ∞ Friederike Luise | Friedrich Wilhelm II. (König von Preußen) ∞ Friederike Luise | Friedrich Wilhelm II. (König von Preußen) ∞ Friederike Luise | Friedrich Wilhelm II. (König von Preußen) ∞ Friederike Luise | Friedrich Wilhelm II. (König von Preußen) ∞ Friederike Luise | Friedrich Wilhelm II. (König von Preußen) ∞ Friederike Luise |                                   |                                   | Karl II. (Herzog von Mecklenburg-Strelitz) ∞ Friederike Caroline Luise | Karl II. (Herzog von Mecklenburg-Strelitz) ∞ Friederike Caroline Luise | Karl II. (Herzog von Mecklenburg-Strelitz) ∞ Friederike Caroline Luise | Karl II. (Herzog von Mecklenburg-Strelitz) ∞ Friederike Caroline Luise | Karl II. (Herzog von Mecklenburg-Strelitz) ∞ Friederike Caroline Luise | Karl II. (Herzog von Mecklenburg-Strelitz) ∞ Friederike Caroline Luise |                               |                               | Carl August (Großherzog von Sachsen-Weimar-Eisenach) ∞ Luise | Carl August (Großherzog von Sachsen-Weimar-Eisenach) ∞ Luise | Carl August (Großherzog von Sachsen-Weimar-Eisenach) ∞ Luise | Carl August (Großherzog von Sachsen-Weimar-Eisenach) ∞ Luise | Carl August (Großherzog von Sachsen-Weimar-Eisenach) ∞ Luise | Carl August (Großherzog von Sachsen-Weimar-Eisenach) ∞ Luise |                             |                             | Paul I. (Kaiser von Russland) ∞ Sophie Dorothee           | Paul I. (Kaiser von Russland) ∞ Sophie Dorothee           | Paul I. (Kaiser von Russland) ∞ Sophie Dorothee           | Paul I. (Kaiser von Russland) ∞ Sophie Dorothee           | Paul I. (Kaiser von Russland) ∞ Sophie Dorothee           | Paul I. (Kaiser von Russland) ∞ Sophie Dorothee           |  |  |  |  |  |  |  |  |  |  |  |  |  |  |  |  |  |  |  |  |  |  |  |  |  |  |  |  |  |  |  |  |  |  |  |  |  |  |  |  |  |  |  |  |  |  |  |  |
| Victoire (Herzogin von Kent)                                                   | Victoire (Herzogin von Kent)                                                   | Victoire (Herzogin von Kent)                                                   | Victoire (Herzogin von Kent)                                                   | Victoire (Herzogin von Kent)                                                   | Victoire (Herzogin von Kent)                                                   |  |  | Edward Augustus (Herzog von Kent)                                                          | Edward Augustus (Herzog von Kent)                                                          | Edward Augustus (Herzog von Kent)                                                          | Edward Augustus (Herzog von Kent)                                                          | Edward Augustus (Herzog von Kent)                                                          | Edward Augustus (Herzog von Kent)                                                          |  |  | Luise (Herzogin von Sachsen-Coburg-Saalfeld)                                                           | Luise (Herzogin von Sachsen-Coburg-Saalfeld)                                                           | Luise (Herzogin von Sachsen-Coburg-Saalfeld)                                                           | Luise (Herzogin von Sachsen-Coburg-Saalfeld)                                                           | Luise (Herzogin von Sachsen-Coburg-Saalfeld)                                                           | Luise (Herzogin von Sachsen-Coburg-Saalfeld)                                                           |  |  | Ernst I. (Herzog von Sachsen-Coburg-Gotha)                                     | Ernst I. (Herzog von Sachsen-Coburg-Gotha)                                     | Ernst I. (Herzog von Sachsen-Coburg-Gotha)                                     | Ernst I. (Herzog von Sachsen-Coburg-Gotha)                                     | Ernst I. (Herzog von Sachsen-Coburg-Gotha)                                     | Ernst I. (Herzog von Sachsen-Coburg-Gotha)                                     |                                           |                                           | Friedrich Wilhelm III. (König von Preußen)                   | Friedrich Wilhelm III. (König von Preußen)                   | Friedrich Wilhelm III. (König von Preußen)                   | Friedrich Wilhelm III. (König von Preußen)                   | Friedrich Wilhelm III. (König von Preußen)                   | Friedrich Wilhelm III. (König von Preußen)                   |                                   |                                   | Luise (Königin von Preußen)                                            | Luise (Königin von Preußen)                                            | Luise (Königin von Preußen)                                            | Luise (Königin von Preußen)                                            | Luise (Königin von Preußen)                                            | Luise (Königin von Preußen)                                            |                               |                               | Carl Friedrich (Großherzog von Sachsen-Weimar-Eisenach)      | Carl Friedrich (Großherzog von Sachsen-Weimar-Eisenach)      | Carl Friedrich (Großherzog von Sachsen-Weimar-Eisenach)      | Carl Friedrich (Großherzog von Sachsen-Weimar-Eisenach)      | Carl Friedrich (Großherzog von Sachsen-Weimar-Eisenach)      | Carl Friedrich (Großherzog von Sachsen-Weimar-Eisenach)      |                             |                             | Maria Pawlowna (Großherzogin von Sachsen-Weimar-Eisenach) | Maria Pawlowna (Großherzogin von Sachsen-Weimar-Eisenach) | Maria Pawlowna (Großherzogin von Sachsen-Weimar-Eisenach) | Maria Pawlowna (Großherzogin von Sachsen-Weimar-Eisenach) | Maria Pawlowna (Großherzogin von Sachsen-Weimar-Eisenach) | Maria Pawlowna (Großherzogin von Sachsen-Weimar-Eisenach) |  |  |  |  |  |  |  |  |  |  |  |  |  |  |  |  |  |  |  |  |  |  |  |  |  |  |  |  |  |  |  |  |  |  |  |  |  |  |  |  |  |  |  |  |  |  |  |  |
| Victoire (Herzogin von Kent)                                                   | Victoire (Herzogin von Kent)                                                   | Victoire (Herzogin von Kent)                                                   | Victoire (Herzogin von Kent)                                                   | Victoire (Herzogin von Kent)                                                   | Victoire (Herzogin von Kent)                                                   |  |  | Edward Augustus (Herzog von Kent)                                                          | Edward Augustus (Herzog von Kent)                                                          | Edward Augustus (Herzog von Kent)                                                          | Edward Augustus (Herzog von Kent)                                                          | Edward Augustus (Herzog von Kent)                                                          | Edward Augustus (Herzog von Kent)                                                          |  |  | Luise (Herzogin von Sachsen-Coburg-Saalfeld)                                                           | Luise (Herzogin von Sachsen-Coburg-Saalfeld)                                                           | Luise (Herzogin von Sachsen-Coburg-Saalfeld)                                                           | Luise (Herzogin von Sachsen-Coburg-Saalfeld)                                                           | Luise (Herzogin von Sachsen-Coburg-Saalfeld)                                                           | Luise (Herzogin von Sachsen-Coburg-Saalfeld)                                                           |  |  | Ernst I. (Herzog von Sachsen-Coburg-Gotha)                                     | Ernst I. (Herzog von Sachsen-Coburg-Gotha)                                     | Ernst I. (Herzog von Sachsen-Coburg-Gotha)                                     | Ernst I. (Herzog von Sachsen-Coburg-Gotha)                                     | Ernst I. (Herzog von Sachsen-Coburg-Gotha)                                     | Ernst I. (Herzog von Sachsen-Coburg-Gotha)                                     |                                           |                                           | Friedrich Wilhelm III. (König von Preußen)                   | Friedrich Wilhelm III. (König von Preußen)                   | Friedrich Wilhelm III. (König von Preußen)                   | Friedrich Wilhelm III. (König von Preußen)                   | Friedrich Wilhelm III. (König von Preußen)                   | Friedrich Wilhelm III. (König von Preußen)                   |                                   |                                   | Luise (Königin von Preußen)                                            | Luise (Königin von Preußen)                                            | Luise (Königin von Preußen)                                            | Luise (Königin von Preußen)                                            | Luise (Königin von Preußen)                                            | Luise (Königin von Preußen)                                            |                               |                               | Carl Friedrich (Großherzog von Sachsen-Weimar-Eisenach)      | Carl Friedrich (Großherzog von Sachsen-Weimar-Eisenach)      | Carl Friedrich (Großherzog von Sachsen-Weimar-Eisenach)      | Carl Friedrich (Großherzog von Sachsen-Weimar-Eisenach)      | Carl Friedrich (Großherzog von Sachsen-Weimar-Eisenach)      | Carl Friedrich (Großherzog von Sachsen-Weimar-Eisenach)      |                             |                             | Maria Pawlowna (Großherzogin von Sachsen-Weimar-Eisenach) | Maria Pawlowna (Großherzogin von Sachsen-Weimar-Eisenach) | Maria Pawlowna (Großherzogin von Sachsen-Weimar-Eisenach) | Maria Pawlowna (Großherzogin von Sachsen-Weimar-Eisenach) | Maria Pawlowna (Großherzogin von Sachsen-Weimar-Eisenach) | Maria Pawlowna (Großherzogin von Sachsen-Weimar-Eisenach) |  |  |  |  |  |  |  |  |  |  |  |  |  |  |  |  |  |  |  |  |  |  |  |  |  |  |  |  |  |  |  |  |  |  |  |  |  |  |  |  |  |  |  |  |  |  |  |  |
|                                                                                |                                                                                |                                                                                |                                                                                |                                                                                |                                                                                |  |  |                                                                                            |                                                                                            |                                                                                            |                                                                                            |                                                                                            |                                                                                            |  |  | | | | | | |  |  |                                                                                |                                                                                |                                                                                |                                                                                |                                                                                |                                                                                |                                           |                                           |                                                              |                                                              |                                                              |                                                              |                                                              |                                                              |                                   |                                   |                                                                        |                                                                        |                                                                        |                                                                        |                                                                        |                                                                        |                               |                               |                                                              |                                                              |                                                              |                                                              |                                                              |                                                              |                             |                             |                                                           |                                                           |                                                           |                                                           |                                                           |                                                           |  |  |  |  |  |  |  |  |  |  |  |  |  |  |  |  |  |  |  |  |  |  |  |  |  |  |  |  |  |  |  |  |  |  |  |  |  |  |  |  |  |  |  |  |  |  |  |  |
|                                                                                |                                                                                |                                                                                |                                                                                |                                                                                |                                                                                |  |  |                                                                                            |                                                                                            |                                                                                            |                                                                                            |                                                                                            |                                                                                            |  |  | | | | | | |  |  |                                                                                |                                                                                |                                                                                |                                                                                |                                                                                |                                                                                |                                           |                                           |                                                              |                                                              |                                                              |                                                              |                                                              |                                                              |                                   |                                   |                                                                        |                                                                        |                                                                        |                                                                        |                                                                        |                                                                        |                               |                               |                                                              |                                                              |                                                              |                                                              |                                                              |                                                              |                             |                             |                                                           |                                                           |                                                           |                                                           |                                                           |                                                           |  |  |  |  |  |  |  |  |  |  |  |  |  |  |  |  |  |  |  |  |  |  |  |  |  |  |  |  |  |  |  |  |  |  |  |  |  |  |  |  |  |  |  |  |  |  |  |  |
|                                                                                |                                                                                |                                                                                |                                                                                |                                                                                |                                                                                |  |  | Victoria (Königin des Vereinigten Königreiches Großbritannien und Irland)                  | Victoria (Königin des Vereinigten Königreiches Großbritannien und Irland)                  | Victoria (Königin des Vereinigten Königreiches Großbritannien und Irland)                  | Victoria (Königin des Vereinigten Königreiches Großbritannien und Irland)                  | Victoria (Königin des Vereinigten Königreiches Großbritannien und Irland)                  | Victoria (Königin des Vereinigten Königreiches Großbritannien und Irland)                  |  |  | Albert (Britischer Prinzgemahl)                                                                        | Albert (Britischer Prinzgemahl)                                                                        | Albert (Britischer Prinzgemahl)                                                                        | Albert (Britischer Prinzgemahl)                                                                        | Albert (Britischer Prinzgemahl)                                                                        | Albert (Britischer Prinzgemahl)                                                                        |  |  |                                                                                |                                                                                |                                                                                |                                                                                | Friedrich Wilhelm IV. (König von Preußen)                                      | Friedrich Wilhelm IV. (König von Preußen)                                      | Friedrich Wilhelm IV. (König von Preußen) | Friedrich Wilhelm IV. (König von Preußen) | Friedrich Wilhelm IV. (König von Preußen)                    | Friedrich Wilhelm IV. (König von Preußen)                    |                                                              |                                                              | Charlotte (Kaiserin von Russland)                            | Charlotte (Kaiserin von Russland)                            | Charlotte (Kaiserin von Russland) | Charlotte (Kaiserin von Russland) | Charlotte (Kaiserin von Russland)                                      | Charlotte (Kaiserin von Russland)                                      |                                                                        |                                                                        | Wilhelm I. (Deutscher Kaiser)                                          | Wilhelm I. (Deutscher Kaiser)                                          | Wilhelm I. (Deutscher Kaiser) | Wilhelm I. (Deutscher Kaiser) | Wilhelm I. (Deutscher Kaiser)                                | Wilhelm I. (Deutscher Kaiser)                                |                                                              |                                                              | Augusta (Deutsche Kaiserin)                                  | Augusta (Deutsche Kaiserin)                                  | Augusta (Deutsche Kaiserin) | Augusta (Deutsche Kaiserin) | Augusta (Deutsche Kaiserin)                               | Augusta (Deutsche Kaiserin)                               |                                                           |                                                           |                                                           |                                                           |  |  |  |  |  |  |  |  |  |  |  |  |  |  |  |  |  |  |  |  |  |  |  |  |  |  |  |  |  |  |  |  |  |  |  |  |  |  |  |  |  |  |  |  |  |  |  |  |
|                                                                                |                                                                                |                                                                                |                                                                                |                                                                                |                                                                                |  |  | Victoria (Königin des Vereinigten Königreiches Großbritannien und Irland)                  | Victoria (Königin des Vereinigten Königreiches Großbritannien und Irland)                  | Victoria (Königin des Vereinigten Königreiches Großbritannien und Irland)                  | Victoria (Königin des Vereinigten Königreiches Großbritannien und Irland)                  | Victoria (Königin des Vereinigten Königreiches Großbritannien und Irland)                  | Victoria (Königin des Vereinigten Königreiches Großbritannien und Irland)                  |  |  | Albert (Britischer Prinzgemahl)                                                                        | Albert (Britischer Prinzgemahl)                                                                        | Albert (Britischer Prinzgemahl)                                                                        | Albert (Britischer Prinzgemahl)                                                                        | Albert (Britischer Prinzgemahl)                                                                        | Albert (Britischer Prinzgemahl)                                                                        |  |  |                                                                                |                                                                                |                                                                                |                                                                                | Friedrich Wilhelm IV. (König von Preußen)                                      | Friedrich Wilhelm IV. (König von Preußen)                                      | Friedrich Wilhelm IV. (König von Preußen) | Friedrich Wilhelm IV. (König von Preußen) | Friedrich Wilhelm IV. (König von Preußen)                    | Friedrich Wilhelm IV. (König von Preußen)                    |                                                              |                                                              | Charlotte (Kaiserin von Russland)                            | Charlotte (Kaiserin von Russland)                            | Charlotte (Kaiserin von Russland) | Charlotte (Kaiserin von Russland) | Charlotte (Kaiserin von Russland)                                      | Charlotte (Kaiserin von Russland)                                      |                                                                        |                                                                        | Wilhelm I. (Deutscher Kaiser)                                          | Wilhelm I. (Deutscher Kaiser)                                          | Wilhelm I. (Deutscher Kaiser) | Wilhelm I. (Deutscher Kaiser) | Wilhelm I. (Deutscher Kaiser)                                | Wilhelm I. (Deutscher Kaiser)                                |                                                              |                                                              | Augusta (Deutsche Kaiserin)                                  | Augusta (Deutsche Kaiserin)                                  | Augusta (Deutsche Kaiserin) | Augusta (Deutsche Kaiserin) | Augusta (Deutsche Kaiserin)                               | Augusta (Deutsche Kaiserin)                               |                                                           |                                                           |                                                           |                                                           |  |  |  |  |  |  |  |  |  |  |  |  |  |  |  |  |  |  |  |  |  |  |  |  |  |  |  |  |  |  |  |  |  |  |  |  |  |  |  |  |  |  |  |  |  |  |  |  |
|                                                                                |                                                                                |                                                                                |                                                                                |                                                                                |                                                                                |  |  |                                                                                            |                                                                                            |                                                                                            |                                                                                            |                                                                                            |                                                                                            |  |  | | | | | | |  |  |                                                                                |                                                                                |                                                                                |                                                                                |                                                                                |                                                                                |                                           |                                           |                                                              |                                                              |                                                              |                                                              |                                                              |                                                              |                                   |                                   |                                                                        |                                                                        |                                                                        |                                                                        |                                                                        |                                                                        |                               |                               |                                                              |                                                              |                                                              |                                                              |                                                              |                                                              |                             |                             |                                                           |                                                           |                                                           |                                                           |                                                           |                                                           |  |  |  |  |  |  |  |  |  |  |  |  |  |  |  |  |  |  |  |  |  |  |  |  |  |  |  |  |  |  |  |  |  |  |  |  |  |  |  |  |  |  |  |  |  |  |  |  |
|                                                                                |                                                                                |                                                                                |                                                                                |                                                                                |                                                                                |  |  |                                                                                            |                                                                                            |                                                                                            |                                                                                            |                                                                                            |                                                                                            |  |  | | | | | | |  |  |                                                                                |                                                                                |                                                                                |                                                                                |                                                                                |                                                                                |                                           |                                           |                                                              |                                                              |                                                              |                                                              |                                                              |                                                              |                                   |                                   |                                                                        |                                                                        |                                                                        |                                                                        |                                                                        |                                                                        |                               |                               |                                                              |                                                              |                                                              |                                                              |                                                              |                                                              |                             |                             |                                                           |                                                           |                                                           |                                                           |                                                           |                                                           |  |  |  |  |  |  |  |  |  |  |  |  |  |  |  |  |  |  |  |  |  |  |  |  |  |  |  |  |  |  |  |  |  |  |  |  |  |  |  |  |  |  |  |  |  |  |  |  |
|                                                                                |                                                                                |                                                                                |                                                                                |                                                                                |                                                                                |  |  |                                                                                            |                                                                                            |                                                                                            |                                                                                            |                                                                                            |                                                                                            |  |  | Eduard VII. (König des Vereinigten Königreiches Großbritannien und Irland)                             | Eduard VII. (König des Vereinigten Königreiches Großbritannien und Irland)                             | Eduard VII. (König des Vereinigten Königreiches Großbritannien und Irland)                             | Eduard VII. (König des Vereinigten Königreiches Großbritannien und Irland)                             | Eduard VII. (König des Vereinigten Königreiches Großbritannien und Irland)                             | Eduard VII. (König des Vereinigten Königreiches Großbritannien und Irland)                             |  |  | Victoria (Deutsche Kaiserin)                                                   | Victoria (Deutsche Kaiserin)                                                   | Victoria (Deutsche Kaiserin)                                                   | Victoria (Deutsche Kaiserin)                                                   | Victoria (Deutsche Kaiserin)                                                   | Victoria (Deutsche Kaiserin)                                                   |                                           |                                           | Friedrich III. (Deutscher Kaiser)                            | Friedrich III. (Deutscher Kaiser)                            | Friedrich III. (Deutscher Kaiser)                            | Friedrich III. (Deutscher Kaiser)                            | Friedrich III. (Deutscher Kaiser)                            | Friedrich III. (Deutscher Kaiser)                            |                                   |                                   | Luise (Großherzogin von Baden)                                         | Luise (Großherzogin von Baden)                                         | Luise (Großherzogin von Baden)                                         | Luise (Großherzogin von Baden)                                         | Luise (Großherzogin von Baden)                                         | Luise (Großherzogin von Baden)                                         |                               |                               |                                                              |                                                              |                                                              |                                                              |                                                              |                                                              |                             |                             |                                                           |                                                           |                                                           |                                                           |                                                           |                                                           |  |  |  |  |  |  |  |  |  |  |  |  |  |  |  |  |  |  |  |  |  |  |  |  |  |  |  |  |  |  |  |  |  |  |  |  |  |  |  |  |  |  |  |  |  |  |  |  |
|                                                                                |                                                                                |                                                                                |                                                                                |                                                                                |                                                                                |  |  |                                                                                            |                                                                                            |                                                                                            |                                                                                            |                                                                                            |                                                                                            |  |  | Eduard VII. (König des Vereinigten Königreiches Großbritannien und Irland)                             | Eduard VII. (König des Vereinigten Königreiches Großbritannien und Irland)                             | Eduard VII. (König des Vereinigten Königreiches Großbritannien und Irland)                             | Eduard VII. (König des Vereinigten Königreiches Großbritannien und Irland)                             | Eduard VII. (König des Vereinigten Königreiches Großbritannien und Irland)                             | Eduard VII. (König des Vereinigten Königreiches Großbritannien und Irland)                             |  |  | Victoria (Deutsche Kaiserin)                                                   | Victoria (Deutsche Kaiserin)                                                   | Victoria (Deutsche Kaiserin)                                                   | Victoria (Deutsche Kaiserin)                                                   | Victoria (Deutsche Kaiserin)                                                   | Victoria (Deutsche Kaiserin)                                                   |                                           |                                           | Friedrich III. (Deutscher Kaiser)                            | Friedrich III. (Deutscher Kaiser)                            | Friedrich III. (Deutscher Kaiser)                            | Friedrich III. (Deutscher Kaiser)                            | Friedrich III. (Deutscher Kaiser)                            | Friedrich III. (Deutscher Kaiser)                            |                                   |                                   | Luise (Großherzogin von Baden)                                         | Luise (Großherzogin von Baden)                                         | Luise (Großherzogin von Baden)                                         | Luise (Großherzogin von Baden)                                         | Luise (Großherzogin von Baden)                                         | Luise (Großherzogin von Baden)                                         |                               |                               |                                                              |                                                              |                                                              |                                                              |                                                              |                                                              |                             |                             |                                                           |                                                           |                                                           |                                                           |                                                           |                                                           |  |  |  |  |  |  |  |  |  |  |  |  |  |  |  |  |  |  |  |  |  |  |  |  |  |  |  |  |  |  |  |  |  |  |  |  |  |  |  |  |  |  |  |  |  |  |  |  |
|                                                                                |                                                                                |                                                                                |                                                                                |                                                                                |                                                                                |  |  |                                                                                            |                                                                                            |                                                                                            |                                                                                            |                                                                                            |                                                                                            |  |  | | | | | | |  |  |                                                                                |                                                                                |                                                                                |                                                                                |                                                                                |                                                                                |                                           |                                           |                                                              |                                                              |                                                              |                                                              |                                                              |                                                              |                                   |                                   |                                                                        |                                                                        |                                                                        |                                                                        |                                                                        |                                                                        |                               |                               |                                                              |                                                              |                                                              |                                                              |                                                              |                                                              |                             |                             |                                                           |                                                           |                                                           |                                                           |                                                           |                                                           |  |  |  |  |  |  |  |  |  |  |  |  |  |  |  |  |  |  |  |  |  |  |  |  |  |  |  |  |  |  |  |  |  |  |  |  |  |  |  |  |  |  |  |  |  |  |  |  |
|                                                                                |                                                                                |                                                                                |                                                                                |                                                                                |                                                                                |  |  |                                                                                            |                                                                                            |                                                                                            |                                                                                            |                                                                                            |                                                                                            |  |  | | | | | | |  |  |                                                                                |                                                                                |                                                                                |                                                                                |                                                                                |                                                                                |                                           |                                           |                                                              |                                                              |                                                              |                                                              |                                                              |                                                              |                                   |                                   |                                                                        |                                                                        |                                                                        |                                                                        |                                                                        |                                                                        |                               |                               |                                                              |                                                              |                                                              |                                                              |                                                              |                                                              |                             |                             |                                                           |                                                           |                                                           |                                                           |                                                           |                                                           |  |  |  |  |  |  |  |  |  |  |  |  |  |  |  |  |  |  |  |  |  |  |  |  |  |  |  |  |  |  |  |  |  |  |  |  |  |  |  |  |  |  |  |  |  |  |  |  |
| Wilhelm II. (Deutscher Kaiser)                                                 | Wilhelm II. (Deutscher Kaiser)                                                 | Wilhelm II. (Deutscher Kaiser)                                                 | Wilhelm II. (Deutscher Kaiser)                                                 | Wilhelm II. (Deutscher Kaiser)                                                 | Wilhelm II. (Deutscher Kaiser)                                                 |  |  | Charlotte (Herzogin von Sachsen-Meiningen)                                                 | Charlotte (Herzogin von Sachsen-Meiningen)                                                 | Charlotte (Herzogin von Sachsen-Meiningen)                                                 | Charlotte (Herzogin von Sachsen-Meiningen)                                                 | Charlotte (Herzogin von Sachsen-Meiningen)                                                 | Charlotte (Herzogin von Sachsen-Meiningen)                                                 |  |  | Heinrich (Großadmiral der Kaiserlichen Marine)                                                         | Heinrich (Großadmiral der Kaiserlichen Marine)                                                         | Heinrich (Großadmiral der Kaiserlichen Marine)                                                         | Heinrich (Großadmiral der Kaiserlichen Marine)                                                         | Heinrich (Großadmiral der Kaiserlichen Marine)                                                         | Heinrich (Großadmiral der Kaiserlichen Marine)                                                         |  |  | Sigismund (Prinz von Preußen)                                                  | Sigismund (Prinz von Preußen)                                                  | Sigismund (Prinz von Preußen)                                                  | Sigismund (Prinz von Preußen)                                                  | Sigismund (Prinz von Preußen)                                                  | Sigismund (Prinz von Preußen)                                                  |                                           |                                           | Viktoria (Prinzessin zu Schaumburg-Lippe)                    | Viktoria (Prinzessin zu Schaumburg-Lippe)                    | Viktoria (Prinzessin zu Schaumburg-Lippe)                    | Viktoria (Prinzessin zu Schaumburg-Lippe)                    | Viktoria (Prinzessin zu Schaumburg-Lippe)                    | Viktoria (Prinzessin zu Schaumburg-Lippe)                    |                                   |                                   | Waldemar                                                               | Waldemar                                                               | Waldemar                                                               | Waldemar                                                               | Waldemar                                                               | Waldemar                                                               |                               |                               | Sophie (Königin der Hellenen)                                | Sophie (Königin der Hellenen)                                | Sophie (Königin der Hellenen)                                | Sophie (Königin der Hellenen)                                | Sophie (Königin der Hellenen)                                | Sophie (Königin der Hellenen)                                |                             |                             | Margarethe                                                | Margarethe                                                | Margarethe                                                | Margarethe                                                | Margarethe                                                | Margarethe                                                |  |  |  |  |  |  |  |  |  |  |  |  |  |  |  |  |  |  |  |  |  |  |  |  |  |  |  |  |  |  |  |  |  |  |  |  |  |  |  |  |  |  |  |  |  |  |  |  |

## Archivinformationen
Die Nachlässe von Margarethe (einschließlich Familienkorrespondenz und Fotos) werden im Archiv des Hauses Hessen aufbewahrt, das sich im Schloss Fasanerie in Eichenzell, Hessen, befindet.